# Peccatori senza peccato
Peccatori senza peccato ( If Winter Comes) è un film del 1947 diretto da Victor Saville.

## Trama
Alla vigilia della seconda guerra mondiale, nel puritano villaggio inglese Penny Green vive Mark Sabre, uno scrittore di libri di discreto successo che lavora per una piccola casa editrice, ed è sposato con la petulante Mabel, una donna altera e priva di senso dell'umorismo, che di solito passa le sue giornate a fare pettegolezzi con la gente del posto. Il vero amore di Mark, Nona, si è trasferita a Londra da alcuni anni dopo il matrimonio con un altro uomo, Tony Tyber. Mark stringe un'affettuosa e paterna amicizia con la giovane Effie, orfana della madre, che vive con il bigotto padre, un uomo dispotico e severo.
La tranquillità di Mark viene turbata dal ritorno in paese di Nona. La donna è ancora innamorata di Mark, a cui confida il suo sbaglio nell'aver sposato Tony. Mabel, consapevole dei sentimenti di Mark per Nona, incoraggia il marito a trascorrere del tempo con lei, pensando così che egli si convinca che ella stessa sia la giusta compagna della sua vita, e non la instabile e irrequieta Nona.
Nel frattempo scoppia la guerra e Tony viene chiamato alle armi. Anche Mark vorrebbe arruolarsi, ma il medico del distretto militare visitandolo rileva una sofferenza cardiaca e lo riforma. Nona si arruola nelle donne ausiliarie della RAF e ritorna a Londra.
Nel frattempo Effie, cacciata di casa dal padre perché incinta, disperata chiede aiuto a Mark, non sapendo a chi rivolgersi. Il suo giovane seduttore è partito anch'egli per la guerra, rifiutando di sposarla. Mark, commosso per la situazione della ragazza, la accoglie nella sua casa, mentre si affanna per trovare una migliore sistemazione per lei. La situazione provoca nel villaggio un grande scandalo, di cui approfitta il datore di lavoro di Mark, già da tempo alla ricerca di un motivo per liberarsi di uno scrittore di cui non gradisce le idee troppo liberali. Mark viene licenziato perché la sua condotta, ritenuta immorale, potrebbe nuocere al buon nome della casa editrice.
Mabel lascia Mark, credendo che egli abbia una relazione con Effie, e lo trascina in tribunale con l'accusa di adulterio. L'unica persona che potrebbe scagionarlo è la ragazza, ma questa si suicida avvelenandosi quando le viene consegnata una citazione in giudizio, Viene istituita un'inchiesta sull'accaduto, e Mark viene accusato di aver spinto Effie a compiere questo gesto estremo. Solo Nona, da poco tornata nel villaggio dopo aver appena appreso della morte del marito in un'azione di guerra, durante l'inchiesta fa un breve discorso a sostegno del carattere generoso e dell'onestà di Mark. L'istruttoria termina con l'unanime biasimo nei confronti di Mark e del suo comportamento.
Tornato a casa tra l'ostilità degli abitanti del villaggio, Mark trova una lettera indirizzatagli da Effie prima di togliersi la vita. In essa, vi è il nome del suo fedifrago amante, che in vita la ragazza non aveva mai voluto rivelargli. Costui è Harold Twyning, figlio di uno dei colleghi della casa editrice che più si erano accaniti per ottenere il licenziamento di Mark. Questi, furioso, si reca in ufficio per confrontarsi con il padre del giovane, ma quando arriva trova l'uomo prostrato dal dolore dopo aver appena ricevuto la notizia che Harold è stato ucciso in guerra. Mark decide allora di non mostrargli la lettera e, mentre si accinge a gettarla nel camino acceso della stanza, ha un attacco di cuore, e si accascia privo di sensi.
Dopo alcune settimane, Mark viene dichiarato in via di guarigione. Nona, che non ha mai dubitato del suo comportamento, gli rinnova il suo amore, mostrandogli la lettera e bruciandola.

## Produzione
Il film fu prodotto dalla Metro-Goldwyn-Mayer (MGM).
Venne girato in California, nei Metro-Goldwyn-Mayer Studios, al 10202 di W. Washington Blvd., a Culver City.

## Distribuzione
Distribuito dalla Metro-Goldwyn-Mayer (MGM), il film fu distribuito negli Stati Uniti il 31 dicembre 1947. Venne presentato a New York il 22 gennaio 1948

## Doppiaggio
Eseguito presso la O.D.I. nel 1948. I nomi di quasi tutti i personaggi sono stati italianizzati.